# Щиголев, Юрий Семёнович
Ю́рий Семёнович Щи́голев (16 мая 1947, город Наумбург, ГДР — 22 апреля 2020) — заслуженный врач Российской Федерации, доктор медицинских наук, профессор, полковник медицинской службы в отставке.

## Биография
- 1965—1971 — Военно-медицинская академия им. С. М. Кирова, курсант;
- 1971—1974 — Группа советских войск в Германии, старший врач понтонно-мостового полка, ординатор хирургического отделения полевого подвижного госпиталя;
- 1974—1977 — Военно-медицинская академия им. С. М. Кирова, слушатель факультета руководящего медицинского состава по специальности нейрохирургия;
- 1977—1981 — 574-й военный госпиталь Московского военного округа, начальник отделения;
- 1981—2010 — Главный военный клинический госпиталь имени Н. Н. Бурденко (ГВКГ имени Н. И. Бурденко), начальник нейрохирургического отделения.

В 2005 году создал и возглавил нейрохирургический центр ГВКГ имени Н. Н. Бурденко.
С 1988 года — заместитель главного нейрохирурга Министерства обороны РФ.
С 2013 по 2016 год работал нейрохирургом-консультантом ФГБУ «Медицинский учебно-научный клинический Центр имени П. В. Мандрыка» Министерства обороны Российской Федерации.
Умер 22 апреля 2020 года.

## Научные достижения
- 1991 — защитил кандидатскую диссертацию по теме «Оценка эффективности экстраинтракраниального шунтирования при ишемических поражениях головного мозга (Особенности диагностики и результаты хирургического лечения)»;
- 1992 — присвоено почетное звание «Заслуженный врач РФ»[2];
- 1996 — защитил докторскую диссертацию по теме «Комплексное лечение метастазов злокачественных опухолей в головной мозг»[3];
- 2002 — присвоено ученое звание профессор.

Член ученого совета по нейрохирургии НИИ скорой помощи имени Н. В. Склифосовского и ученого совета при ГВКГ им. Н.Н. Бурденко.
Член Московского общества нейрохирургов, Российской и Международной ассоциаций нейрохирургов.
Автор более 130 научных работ, в том числе 3 монографий, 2 учебников и 12 методических пособий.
Один из ведущих специалистов России в области сосудистой нейрохирургии, нейроонкологии и нейротравмы.
Под руководством Ю. С. Щиголева защищены 2 докторские и 7 кандидатских диссертаций.
Награждён 15 государственными наградами, в том числе 2 орденами.